# Бугридзе, Ираклий
Ира́клий Бугри́дзе (груз. ირაკლი ბუღრიძე; род. 3 января 1998, Тбилиси) — грузинский футболист, полузащитник клуба «Дила».

## Карьера
Профессиональную карьеру начал в 2016 году в составе клуба «Локомотив» Тбилиси. 29 октября 2016 года в матче против клуба «Гурия» дебютировал в чемпионете Грузии.
В 2018 году перешёл в грузинский клуб «Чихура».
В 2022 году подписал контракт с клубом «Торпедо» Кутаиси.

## Достижения
«Динамо» Тбилиси
- Чемпион Грузии: 2020

«Торпедо» Кутаиси
- Обладатель кубка Грузии: 2022

## Клубная статистика
| Игровая карьера | Игровая карьера   | Игровая карьера | Лига | Лига | Кубок | Кубок | Межд. | Межд. | СК | СК |
| --------------- | ----------------- | --------------- | ---- | ---- | ----- | ----- | ----- | ----- | -- | -- |
| 2018/19         | Беерсхот          | Б               | 8    | 0    | —     | —     | —     | —     | —  | —  |
| 2019/20         | Беерсхот          | Б               | 2    | 0    | —     | —     | —     | —     | —  | —  |
| 2020            | Динамо (Тбилиси)  | А               | 10   | 1    | 1     | 0     | 1     | 0     | 1  | 0  |
| 2021            | Дила              | А               | 28   | 2    | 1     | 0     | 2     | 0     | —  | —  |
| 2022            | Торпедо (Кутаиси) | А               | 28   | 4    | 4     | 1     | —     | —     | —  | —  |
| 2023            | Торпедо (Кутаиси) | А               | 31   | 8    | 2     | 0     | 4     | 2     | 2  | 0  |
| 2024            | Кызыл-Жар         | А               | 12   | 0    | 3     | 0     | —     | —     | —  | —  |